# Ardverikie House
Ardverikie House (lit. ‘Casa Ardverikie’) es una mansión de estilo baronial escocés del siglo XIX en Kinloch Laggan, Newtonmore, Inverness-shire, en las Tierras Altas de Escocia. La mansión se hizo célebre por recrear el ficticio Glenbogle en la serie de la BBC Monarch of the Glen.

## Historia
Estas tierras han pertenecido históricamente al Clan Macpherson. Su 20.º líder Ewen Macpherson vendió Benalder y Ardverikie en 1844 al II marqués de Abercorn, un noble escocés del Úlster, «uno de los que puso de moda el interés emergente de la caza a rececho de ciervos en Escocia». El marqués amplió el pabellón de tiro y sirvió como groom of the stool (encargado de limpiar al consorte tras ir al baño) del príncipe Alberto, marido de la reina Victoria, quien, junto al príncipe, habitó en Ardverikie durante tres semanas en verano de 1847.
En 1860, lord Abercorn transfirió la propiedad a Henry Bentinck, otro entusiasta de la caza a rececho, quien habitó en la mansión hasta su muerte en 1870.
John Ramsden adquirió los bosques de Ardverikie y Benalder en 1871 por 107 500 libras. Dos años más tarde, la mansión sufrió un incendio que prácticamente la destruyó, por lo que tuvo que ser reconstruida entre 1874 y 1878. Diseñada por el arquitecto John Rhind, fue reconstruida en el popular estilo baronial escocés.
El hijo de Ramsden, John Frecheville Ramsden, heredó las tierras tras la muerte de su padre en 1914. La mayoría de los terrenos fueron vendidos tras las Primera y Segunda Guerra Mundial, y en 1956 John transfirió la finca de Ardverikie a una empresa familiar liderada por su hijo William Pennington-Ramsden. La empresa, Ardverikie Estate Limited, continúa siendo actualmente la propietaria y gestora de la mansión, ofreciendo el alquiler de cabañas y la celebración de bodas.

## Rodajes
La mansión de Ardverikie y sus terrenos se han utilizado como escenario de varios rodajes: 
- En la serie de televisión Miss Marple: Se anuncia un asesinato (1985).
- En la película Mrs Brown (1997).[4]
- En las siete temporadas de la serie de televisión de la BBC Monarch of the Glen (2000-2005), probablemente la más reconocida.[1]
- En la película La pesca del salmón en Yemen (2011).[4]
- En la serie de televisión Outlander (2014).[5]
- En la primera, segunda y tercera temporada de la serie de Netflix The Crown (2016-2019), donde recreaba el castillo de Balmoral.[6]
- En la película Outlaw King (2018).
- Algunas escenas de la película Sin tiempo para morir se grabaron en 2019 en la finca.[7]